# Pietro de Nava
Pietro de Nava (Reggio Calabria, 11 ottobre 1870 – Reggio Calabria, 17 febbraio 1944) è stato un ingegnere italiano, appartenente alla nobile famiglia reggina dei De Nava e cugino del ministro Giuseppe de Nava.
Fu assessore comunale ai lavori pubblici nel 1914 e autore del Piano Regolatore della città di Reggio Calabria approvato nel 1911, noto come "piano De Nava", conseguente al catastrofico terremoto del 1908. La sua salma riposa all'interno della cappella di famiglia nel camposanto monumentale cittadino.

## Piano De Nava
L'incarico di redigere il nuovo piano regolatore gli fu affidato dall'allora sindaco della città Giuseppe Valentino.
Pietro de Nava per il suo piano regolatore fece riferimento al "Piano Mori" del 1785 e ai "Piani di Ampliamento" del 1868 e del 1898.
La ricostruzione fu lenta fino agli anni venti; è con la seconda serie di interventi finanziari-normativi del 1923-1925 (dopo circa quindici anni dall'evento) che l'attività della ricostruzione venne dispiegata a regime. La ricca progettazione architettonica prevista dal piano produsse una controllata articolazione di spazi pubblici e privati, piazze, strade, monumenti, numerosissime case sociali e pubbliche per cittadini. L'articolato insieme costituì il carattere di alta qualità della Reggio “bella e gentile” pianificata dall'ingegnere. Il tutto fu imperniato sui seguenti principi regolatori:
- la maglia a scacchiera di strade e la potente grid pianificatoria che ne deriva;
- le piazze localizzate con sequenza sapiente;
- i blocchi urbani numerati dalle dimensioni molto controllate e ammirevoli (50x50);
- le articolate e accurate architetture che li costituirono;
- la pionieristica sperimentazione strutturale della nuova edilizia antisismica simbiotica al Liberty[2].